# 推定相続人
推定相続人（すいていそうぞくにん）は、現状のままで相続が開始した場合、直ちに相続人となるべき者をいう。

## 一般の私法
土地の相続などにおいて、現状のままで相続が開始した場合、直ちに相続人となるべき者をいう。
推定相続人は英米法で一般の相続に用いられるexpectant heirの訳語にも用いられ、これはlegal heir（法定相続人）の対語にあたる。

## 君主や爵位

### 意義
君主の地位や爵位の継承において、現状のままで相続が開始した場合には直ちに相続人となるべき者であるが、将来的に相続順位が高い者が生まれた場合には相続権を失う者をいう。
推定相続人は英語で君主等の承継に用いられるheir presumptiveの訳語にあたり、その対語はheir apparent（法定相続人、法定推定相続人）である。
君主位や爵位の継承において、現在は継承権第1位であるが将来自分より上位の継承権を持つ人物が生まれれば継承権を失う。典型的な例として、長子相続制における子のいない君主の弟・妹や、男子優先長子相続制における息子がいない君主の長女がある。これに対し、継承権が第1位から下がる可能性がなく、君主や当主より長生きすれば確実に相続人になる人物を法定推定相続人という。
1896年から1914年までオーストリア＝ハンガリー帝国の推定相続人であったフランツ・フェルディナント大公は、伯父の皇帝フランツ・ヨーゼフ1世が老齢だったために事実上の皇太子とみなされていたが、継承法上はあくまで推定相続人のままであり、皇太子の称号は与えられていなかった。このように、君主やその配偶者の年齢や健康状態は推定相続人の地位に影響を与えないこともある。
なお、英語との関係で日本語訳で用いられる「推定相続人」はexpectant heir（一般の財産等の相続）の訳にもheir presumptive（君主等の地位の相続）の訳にも用いられ一義的ではない。同じく「法定相続人」もlegal heir（一般の財産等の相続）の訳にもheir apparent（君主等の地位の相続）の訳にも用いられ一義的ではない。

### 推定相続人の称号
推定相続人は、継承順位第1位ではあるものの法定推定相続人が誕生するまでの暫定的なものとされ、推定相続人専用の称号を設けないことも多い。

### 日本

#### 近現代
日本の皇室においては1926年（昭和元年）に昭和天皇が践祚した時点では皇男子がおらず、大正天皇第2皇男子（昭和天皇の長弟）である秩父宮雍仁親王が継承順位第1位であったものの、天皇と香淳皇后はまだ共に20代で男子誕生の可能性が大いにあったことからも、特別な称号は一切与えられなかった。1933年（昭和8年）に昭和天皇第1皇男子である継宮明仁親王（現・上皇）が誕生するまでの約7年間、雍仁親王は「推定相続人」であった。
いわゆる旧皇室典範（第15条ほか）及び現行皇室典範（第8条ほか）では、いずれも「皇太子」「皇太孫」の称号及び総称である「皇嗣」以外の名称（例：「皇太弟」「皇太甥」等）を定めていない。

### ヨーロッパ諸国
スペインやポルトガルでは、プリンシペ（スペインではアストゥリアス公など）の称号を推定相続人に授け、他の王族はインファンテの称号のみを有した（女性の場合はそれぞれプリンセサ、インファンタとなる）。
一方、男子優先の継承法を定めている国においては、より上位の王位継承者の誕生の可能性が極めて低い状態であっても、女性の第1王位継承者が「推定相続人」に留まり、儀礼称号を受けなかった例がある。イギリス女王ヴィクトリアは、前々国王ジョージ4世の姪であり、1817年にジョージ4世の唯一の嫡出子シャーロットが早世した時点で、既に50代の前国王ウィリアム4世を含むおじたちにも嫡男がなかった。1820年の出生時点では、ヴィクトリア王女にいとこや弟が産まれる可能性もあったが、生後8か月で父ケント公エドワードと死別し、弟誕生の可能性は潰えた。伯父ウィリアム4世の王女たちも、誕生後すぐ夭折したため、高齢のおじたちに嫡子誕生の可能性は低い状況だった。にもかかわらず、ヴィクトリア王女はウェールズ公の称号を受けぬまま、1837年に18歳で即位した。なお、現在のイギリスは、2013年の王位継承法改正により、性別を問わない絶対的長子相続制に移行している。
他には、スコットランド貴族における子爵とロード・オブ・パーラメントの継嗣が持つMasterの称号が、法定推定相続人だけでなく推定相続人も称することができる例である。

### 現在の各国君主の推定相続人
| 国   | 肖像 | 推定相続人                   | 年齢                  | 君主との続柄（継承制度） | 期間             |
| ---- | ---- | ---------------------------- | --------------------- | ------------------------ | ---------------- |
| タイ |      | ティパンコーンラッサミチョト | 2005年4月19日（19歳） | 五男（男子王族指名制）   | 2016年10月13日 - |